# ミッキーのクリスマスキャロル
『ミッキーのクリスマスキャロル』（原題：Mickey's Christmas Carol）は、ウォルト・ディズニー・カンパニーにより制作されたアニメーション短編映画作品。アメリカとイギリスでは、1983年公開。日本の公開は1984年。またミッキーマウスの短編映画がスクリーンで上映されたのはアメリカで1953年公開の「ミッキーの魚釣り」以来30年ぶりとなる。
チャールズ・ディケンズの小説『クリスマス・キャロル』を原作としている。ミッキーはスクルージとの初共演で第56回アカデミー賞短編アニメ賞にノミネートされた。

## 概要
当時のディズニー社長であるロナルド・W・ミラーの指示で1981年に制作が開始されたプロジェクトである。イギリス小説の傑作『クリスマス・キャロル』をミッキーマウスやドナルドダックといったおなじみのキャラクター達が演じる内容。主人公の老人エベニーザ・スクルージはこのキャラクターを名の由来とするスクルージ・マクダックが演じた。1960年代前期から1980年代初頭にかけてはディズニーの原点であるミッキーやドナルドらの短編映画はほとんど制作されておらず、ことミッキーマウスにかけては1953年の短編『ミッキーの魚釣り』以来の映画出演である。
日本語・英語版ともにタイトルで「ミッキーの」と銘打っているものの、作品の主役は前述のとおりスクルージ・マクダック演じるエベニーザ・スクルージであるのは唯一である。ミッキーマウスは彼の店で働くボブ・クラチットを演じている。甥のドナルドも同じく甥のフレッド役を演じている。
『かしこいメンドリ』以降から50年以上ドナルドの声を演じてきたクラレンス・ナッシュは公開から2年後の1985年に死去したため、ディズニー作品への出演は本作が最後となった。一方1977年に降板したジム・マクドナルドに代わり、32年間ミッキーの声を演じることになるウェイン・オルウィンの映画デビュー作でもある。アニメーターとしてジョン・ラセターが参加している。
原作の『クリスマス・キャロル』発祥の地であるイギリスで先行公開され、2か月遅れてアメリカで公開された。
日本でも『とっておきの物語』シリーズのクリスマス回として発売され、2013年11月20日にBlu-rayも発売された。

## あらすじ
主人公のエベニーザ・スクルージは大金持ちの金貸し。スクルージにはジェイコブ・マーレイという共同経営者がいたが現在は他界し、今はボブ・クラチットを安月給で雇っていた。スクルージは大変なケチでクラチットがストーブを焚こうとしただけでも怒り、クラチットの給料をわずかに引き上げる際にも洗濯を条件とし、「貧しい人々にお恵みを…」と募金の協力をお願いに来たネズミとモグラの二人組をも「働いた金をただで人にやるなんて、とんでもない！」と追い返すといった具合にお金にはかなり厳しい性格。また彼は、甥のフレッドがクリスマスの食事会に誘ってくれたことに怒り「くだらん！さっさと帰れ！出ていけ！とっとと消え失せろ！」と言い返してしまうくらい、クリスマスが大嫌いである。
そんな彼のもとにクリスマス・イヴの夜、体にたくさんの鎖を巻いたマーレイの幽霊が現れ「このままだとお前も僕のように多くの鎖を。いや、僕より多くの鎖を纏うことになる。」と言われスクルージはマーレイに助けを求める。マーレイは「今晩3人の精霊がお前のもとに現れる。その3人の言うことを聞くんだ」と言ってその場から立ち去るが、スクルージはその言葉を信じずにベッドに入った。
スクルージが寝ていると目覚まし時計を精霊に鳴らされ目を覚ました。1人目の小さな精霊は過去のクリスマスの精霊だった。精霊に連れられ過去のクリスマスを見に行くことになり、スクルージはまだクリスマスを楽しんでいたころの自分を見る。そこにはパーティーで恋人のイザベルと楽しく踊る自分の姿があった。しかしその数年後には彼はイザベルよりお金を愛すようになり、結婚の為の別荘もローン返済が遅れたのを理由に差し押さえ、イザベルに別れを告げられる。過去の自分の惨めな姿を見たスクルージは「もうこんな姿見たくない。家に帰してくれ」と精霊に言うと「いいか、この過去を作ったのは君自身なんだ」と言われ自分の過ちを後悔する。
その後、自分の部屋に戻り、自分を責めるスクルージのもとに現れたのは、2人目の巨人のような現在のクリスマスの精霊だった。精霊は「今でもお前のことを慕ってくれている家を見に行く」と言うが先ほどの過去の自分を見たスクルージは自分を慕ってくれている人なんかもういないとしか思えなかった。連れて行かれるがまま付いて行くと一軒の小さな家の前にいた。その家を覗いてみると中にいたのはクラチットの家族だった。クリスマスのお祝いだというのに質素すぎる食事にスクルージは目を疑う。クラチットには体の悪い息子ティムがいた。ティムは席に着くと「こんな美味しそうなごちそうは初めて！スクルージさんに感謝しないとね」と言い、クラチットに自分の食事を分けてあげようとするくらい心の優しい子供だった。スクルージはティムが心配でたまらなくなった。精霊は「このままだとティムの椅子は空いたままになる」と言った。スクルージはその意味を尋ねるが、既に現在の精霊はいなくなっていた。
辺りが煙に包まれ気が付くとスクルージは墓場にいた。そこには3人目の未来のクリスマスの精霊が立っていた。ティムはどうなるのかを精霊に尋ねると精霊は静かに指を差した。ティムの死を悲しむクラチット一家の姿がそこにはあった。悲しい未来を知ったスクルージは悔やみ、なんとかしなければと思った。その時、近くで2人組が新しい墓を掘り終えて帰ろうとしているのが見えた。「こんな寂しい葬式は初めてだ」「全くだ。誰一人来ないなんてさ」そんな話をする2人が去った後、スクルージはその墓に近づき「この寂しい墓は誰のだ」と精霊に尋ねると「お前の墓だよ」と言われ墓の穴の中に突き落とされる。
「まだ死にたくない！」ともがくスクルージ。愚かな自分を変えたい。ティムを救いたい。抗い続けるスクルージだったが開かれた棺に落ちていった。目覚めるとそこは自分の部屋に戻っていた。クリスマスの精霊は彼にもう一度チャンスをくれたのだ。スクルージは大金を持ち、外に出て募金のお願いに来た2人組に募金をし、フレッドの誘いにも行くと返事をし、大量のプレゼントやごちそうを買ってクラチットの家を訪れた。大量のプレゼントとごちそうを渡し、クラチットに給料を引き上げ、共同経営者になってほしいと伝える。その言葉にクラチットはとても喜び、スクルージは心を改め、素敵なクリスマスを送った。

## 登場キャラクター
エベニーザ・スクルージ（スクルージ・マクダック）
本作の主人公。会計事務所を営み、金儲けに全てを捧げる冷徹な老人。甥のフレッドを追い出したり、寄付を望んでくる人達を罵倒するなどお金のことしか考えてなかったが、クリスマスの精霊（幽霊）達に自身の過去や冷酷な自分を慕ってくれる人々の生活を見せられて自身の過ちに気付き、改心する。若い頃は今とは違い、内気な性格であった。
ボブ・クラチット（ミッキーマウス）
本作のもう一人の主人公。エベニーザの会計事務所で書記を勤める男。エベニーザにただ同然の薄給でこき使われるが、それでも彼に感謝をする真面目で誠実な人物。翌日改心したエベニーザから共同経営者を頼まれた。
ジェイコブ・マーレイ（グーフィー）
7年前に死んだ、エベニーザの元共同経営者。クリスマスイブの夜に亡霊となってエベニーザの前に現れ、エベニーザの前に3人の精霊が現れることを告げる。
生前に遺産を巻き上げる、貧しい人を騙す等の悪事を働き続けたため、体に鎖を巻きつけ、自身の行いに後悔していた。一方でエベニーザに気軽に話しかけたり、エベニーザの前から消える際に階段から転げ落ちてしまう等、従来のグーフィー同様に悪事を働いたとは思えない間抜けで気の良い一面がある。海外にあるクリスマスキャロルのグッズでは3人のクリスマスの精霊と共に幸せになったエベニーザを見守っていた。
フレッド・ハニーウェル（ドナルドダック）
エベニーザの甥。エベニーザをクリスマスパーティーに誘うが「くだらん！さっさと帰れ!!出ていけ!!とっとと消え失せろ!!」と一蹴されるが、リースを残したり、翌日改心したエベニーザがパーティーに参加すると聞いて喜ぶなど、劇中ではエベニーザを慕っている数少ない人物。
クラチット夫人（ミニーマウス）
クラチットの妻であり涙もろい性格。薄給でこき使われる夫のボブと病気を抱える子供のティモシーの事を心配している。劇中での台詞はない。演じたミニーがミッキーの妻として出たのが現時点でこの作品のみ。
ティモシー・クラチット（モーティー・フィールドマウス）
ミッキーの甥であるモーティーが演じるクラチット夫妻の息子。愛称は「ティム（坊や）」。足に病気を抱えているがエベニーザを恨まず、彼に感謝をした優しい性格で父のボブに愛情を注がれている。
ピーター・クラチット（フェルディ・フィールドマウス）
ミッキーの甥であるフェルディが演じるクラチット夫妻の息子。おとなしい性格で家族思い。翌日エベニーザが用意したプレゼントに喜んだ。
マーサ・クラチット（メロディ・マウス）
ミニーの姪であるメロディが演じるクラチット夫妻の娘。家が貧しくてもめげない性格で常に励ます行動を取っている。なお、演じたメロディの本来の姉であるミリーは登場しない。
寄付金を集める男性たち（ネズミとモグラ）
貧しい人々への寄付金を集めている男性二人組。エベニーザにも寄付を求めるが詭弁であしらわれてしまう。しかし、翌日改心したエベニーザから大量の寄付金を貰った。海外のドラマCDでは『ピノキオ』のファウルフェローとギデオンが演じている。
イザベル（デイジーダック）
かつてのエベニーザの恋人だった女性。金にしか興味がないエベニーザに愛想を尽かす。演じたデイジーは勝気な性格であるが、本作では涙もろい性格である。一方で、別れ際に勢い良く扉を閉めて、エベニーザが積み上げた金をめちゃくちゃにするなど気の強さは同じ。
フェッジウィッグ氏（トード氏）
かつてエベニーザが働いていた店のマスター。ヴァイオリンを演奏し、人々を楽しませる気の良い性格。
過去のクリスマスの精霊（ジミニー・クリケット）
エベニーザの前に現れた1人目の精霊。エベニーザから体の小さいことを指摘された際、「君の心の方が私より小さい」と言い返した。金銭欲に取り付かれる前、内気ながら女性にあこがれていた純情な頃の若かりしエベニーザの姿を見せ、過ちを気付かせる。海外のドラマCDでは『王様の剣』のマーリンが演じている。
現在のクリスマスの精霊（巨人のウィリー）
エベニーザの前に現れた2人目の精霊。普段エベニーザがこき使っている労働者・クラチットの家へ連れて行き、貧しいながら暖かいクラチットの家庭、そして病に苦しむ息子の存在を知らせる。絵本版ではエベニーザに対して「お前の態度のデカさは俺の体より大きい」と指摘した。
未来のクリスマスの精霊（ピート）
エベニーザの前に現れた3人目の精霊。クラチットの息子の死、そして葬式に一人の参列者もいないエベニーザ自身の孤独な最期を見せる。はじめは顔形が分からない影のような姿をしていたが、最後に正体を現し、エベニーザを墓に突き落とした。従来のピート以上に冷酷さを見せたが海外にあるクリスマスキャロルのグッズでは他のクリスマスの精霊やマーレイと共に幸せになったエベニーザを見守っていた。海外のドラマCDでは『白雪姫』の魔女が演じている。

### エキストラキャラクター
物語には深く関わらないが数多くのディズニーキャラクターが登場している。一部のキャラクターを除いて台詞はない。
- ヒューイ・デューイ・ルーイ
- ホーレス・ホースカラー
- クララベル・カウ
- グランマ・ダック
- チップとデール
- ガス・グース
- クララ・クラック
- ファイファー・ピッグ、フィドラー・ピッグ、プラクティカル・ピッグ、ビッグ・バッド・ウルフ、リトル・バッド・ウルフ
- アンガス・マクバジャー、シリル・プラウドボトム、イタチ
- ウォルドー
- レディ・クラック、トビー・タートル、オットー、スキッピー、シス・バニー、タガロング・バニー、マザー・ラビット、グランマ・オウル

## スタッフ
- 製作総指揮：ドン・B・テータム
- 製作代表：E・カードン・ウォーカー
- 製作：ロナルド・W・ミラー
- 原作：チャールズ・ディケンズ
- 脚本：バーニー・マッティンソン、エド・ゴンバート、アラン・ヤング 他
- 音楽：アーウィン・コスタル
- 美術：ドン・グリフィス
- 編集：ジェームス・メルトン、アルメッタ・ジャクソン
- プロデューサー、監督：バーニー・マッティンソン
- 「夢と魔法の宝石箱 ミッキーのクリスマスキャロル」

## 声の出演
| 役名                         | 原語版声優                            | 日本語吹き替え     | 日本語吹き替え | 日本語吹き替え    |
| 役名                         | 原語版声優                            | ポニー・バンダイ版 | BVHE版 （VHS） | DC版 （DVD・BD）  |
| ---------------------------- | ------------------------------------- | ------------------ | -------------- | ----------------- |
| スクルージ・マクダック       | アラン・ヤング                        | 吉水慶             | 北村弘一       | 北村弘一          |
| ミッキーマウス               | ウェイン・オルウィン                  | 後藤真寿美         | 納谷六朗       | 青柳隆志          |
| オットー                     | ウェイン・オルウィン                  |                    | 肝付兼太       | 小形満            |
| ドナルドダック               | クラレンス・ナッシュ                  | 関時男             | 山寺宏一       | 山寺宏一          |
| グーフィー                   | ハル・スミス                          | 小山武宏           | 島香裕         | 島香裕            |
| ラット（ネズミ）             | ハル・スミス                          | 金尾哲夫           | 西尾徳         | 岩田安生          |
| デイジーダック               | パトリシア・パリス                    | 後藤真寿美         | 土井美加       | 土井美加          |
| ジミニー・クリケット         | エディ・キャロル                      | 江原正士           | 肝付兼太       | 肝付兼太          |
| ピート                       | ウィル・ライアン                      | 遠藤征慈           | 大平透         | 大平透            |
| 巨人のウィリー               | ウィル・ライアン                      | 内田稔             | 西尾徳         | 西尾徳            |
| モール（モグラ）             | ウィル・ライアン                      | 西本裕行           | 梅津秀行       | 落合弘治          |
| ビッグ・バッド・ウルフ       | ウィル・ライアン                      | 遠藤征慈           | 山下啓介       | 島香裕            |
| モーティー・フィールドマウス | ディック・ビリングズリー              | 下川久美子         | 土井美加       | 常盤祐貴          |
| イタチ                       | ウィル・ライアン ウェイン・オルウィン |                    |                | 後藤哲夫 落合弘治 |

- 吹き替え版においては、全てでキャラクターの口調・一人称などの台詞が異なっている。

## 絵本
- 浦野和子、芝しってる、山口俊和『ミッキーのクリスマスキャロル』講談社〈ディズニー名作童話館④〉、1987年10月8日。ISBN 4061942549。

## 備考
- 1995年11月23日にWOWOWの「I LOVE Disney・スペシャルデー」内で放送された。
- 「ハウス・オブ・マウス」のクリスマスをテーマにした長編ビデオ版『ミッキーのマジカル・クリスマス 雪の日のゆかいなパーティー』に収録された。